# 472 Roma
Roma (asteroide 472) é um asteroide da cintura principal com um diâmetro de 47,27 quilómetros, a 2,3053384 UA. Possui uma excentricidade de 0,0938108 e um período orbital de 1 482,04 dias (4,06 anos).
Roma tem uma velocidade orbital média de 18,67389181 km/s e uma inclinação de 15,79966º.
Este asteroide foi descoberto em 11 de Julho de 1901 por Luigi Carnera.
Este asteroide recebeu este nome em homenagem à capital da Itália, Roma.